# عسلة متدلية
العسلة المتدلية (باللاتينية: Lonicera prostrata) نبات زينة متسلق ينتمي إلى جنس العسلة من الفصيلة الخمانية.

## البيئة والانتشار
موطنها الصين.

## الوصف النباتي
نبات معمر شجيري دائم الخضرة ومتسلق ارتفاعه من متر إلى متر ونصف المتر. الساق أسطوانية بنية لا تتقشر. الأوراق بيضية متقابلة.